# Roland Garros (vliegenier)

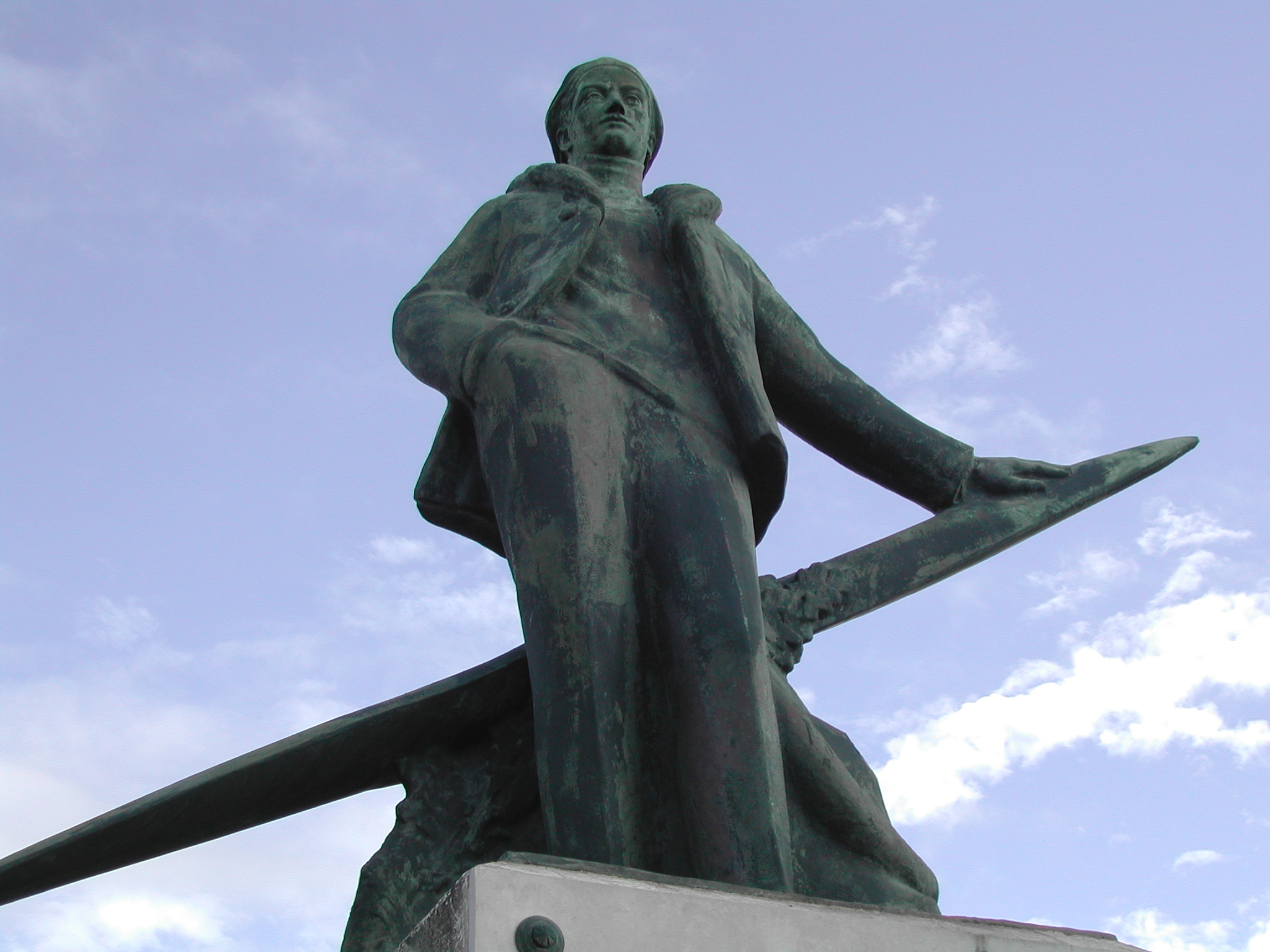
Standbeeld van Roland Garros in Saint-Denis, Réunion

Eugène Adrien Roland Georges Garros (Saint-Denis (Réunion), 6 oktober 1888 – Saint-Morel, 5 oktober 1918) was een Frans vliegtuigpionier en oorlogsheld. Hij kan de eerste echte gevechtspiloot worden genoemd. Zijn naam leeft echter vooral voort in de Open Franse Tenniskampioenschappen. Hij studeerde af aan de HEC Paris in 1908.
Roland Garros werd geboren uit een Franse familie die al generaties lang gevestigd was op het eiland Réunion. Op zijn twaalfde ging hij naar Parijs voor zijn secundaire studies. Hij zou in Parijs blijven. Tijdens zijn schooljaren deed hij ijverig aan sport, vooral wielrennen en rugby. Hij was lid van de prestigieuze Parijse omnisportvereniging Stade français.

## Vliegtuigpionier
Na afgestudeerd te zijn aan een hogere handelsschool, begon hij een auto- en fietsenhandel. Met het geld dat hij daarmee verdiende, kon hij in 1910 zijn eerste vliegtuig kopen. Kort daarna werd hij opgenomen in de Moisant International Aviators, een vliegend circus, waarmee hij vliegshows deed in Cuba, Mexico en de Verenigde Staten. Hij kreeg de bijnaam cloud kisser ("wolkenkusser"). Terug in Frankrijk bleef hij aan vliegshows en wedstrijden deelnemen. In 1911 vestigde hij het wereldhoogterecord met een vliegtuig (3950 m) en vloog hij als eerste boven de baai van Rio de Janeiro.
Vanaf 1912 was hij testpiloot van de vliegtuigconstructeur Morane-Saulnier. Eind dat jaar vloog hij in drie etappen van Tunis naar Rome. Daarmee was hij de eerste die van Afrika naar Europa vloog en de eerste die boven de Vesuvius vloog.
Zijn grootste prestatie kwam toen hij op 23 september 1913 als eerste non-stop de Middellandse Zee overstak. Garros vertrok van Fréjus in Frankrijk en landde in Bizerte aan de Tunesische kust. Hij vloog in 7 uur en 53 minuten in een Morane-Saulnier met een 60 pk-motor over Corsica en Sardinië naar Tunesië. Bij de landing had hij nog slechts vijf liter brandstof over.

## Eerste Wereldoorlog

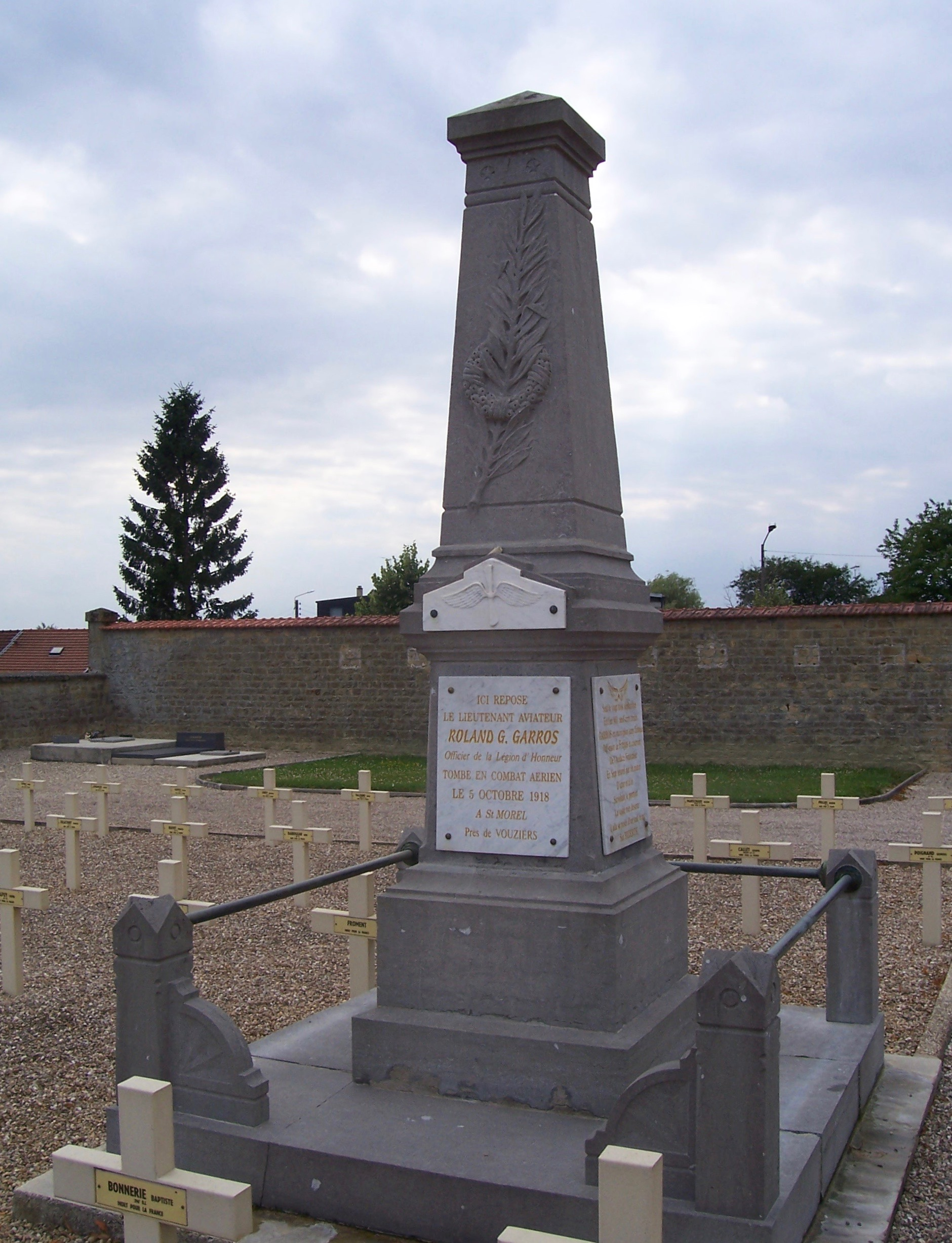
Graf van Roland Garros in Vouziers

Bij het begin van de Eerste Wereldoorlog meldde Roland Garros zich als vrijwilliger en hij werd meteen militair piloot.
Eind 1914 ontwikkelde hij met zijn vriend en vroegere werkgever Raymond Saulnier een systeem om met een machinegeweer door een draaiende propeller te schieten. Saulnier had aanvankelijk geprobeerd om gesynchroniseerd te schieten, maar toen dat niet lukte, werd de propeller voorzien van driehoekige metalen plaatjes die de kogels afketsten. Daardoor werd het mogelijk een machinegeweer te plaatsen op de vliegas van het vliegtuig, achter de schroef en vlak voor de piloot, zodat deze tegelijk kon vliegen en schieten. Dit systeem werd gemonteerd op een Morane-Saulnier type L « Parasol », dat daarmee het eerste echte gevechtsvliegtuig werd.
Begin april 1915 begon Garros hiermee te vliegen. In amper twee weken tijd wist hij drie Duitse vliegtuigen neer te halen bij Veurne, Kortemark en Wervik.
Op 18 april 1915, tijdens een aanval op een trein in het spoorwegstation van Lendelede, dropte hij twee kleine granaten en werd zelf beschoten. Daarop moest hij een noodlanding maken op Hoog Wallegem in Hulste (nu deelgemeente van Harelbeke). Daar maakten Duitse strijdkrachten hem krijgsgevangen en confisqueerden ook zijn vliegtuig, dat hij na de landing nog geprobeerd had in brand te steken.
Geïnspireerd door Garros' toestel maakte de (toen in Duitsland werkende) Nederlandse vliegtuigbouwer Anthony Fokker een soortgelijk, maar sterk verbeterd systeem van een machinegeweer dat door een draaiende propeller schoot. De Duitse luchtmacht wist daarmee enige tijd het luchtruim te beheersen.
Garros verbleef als krijgsgevangene op verschillende plaatsen in Duitsland, waar hij meerdere malen probeerde te ontsnappen. Begin 1918 ontsnapte hij uit een kamp in Maagdenburg en wist hij via Nederland naar Frankrijk terug te keren.
Hoewel tijdens zijn gevangenschap zijn gezondheid achteruit was gegaan (hij was bijziend geworden), kon hij na een herstelperiode toch opnieuw aan de slag als gevechtspiloot. Op 2 oktober 1918 haalde hij zijn vierde vliegtuig neer. Drie dagen later, op de dag voor zijn dertigste verjaardag, kwam hij om in een luchtgevecht bij Saint-Morel in het departement Ardennes. Hij werd in het naburige Vouziers begraven.

## Eerbetoon
Na zijn vlucht over de Middellandse zee werd Roland Garros benoemd tot Ridder in het Franse Legioen van Eer. Na zijn terugkeer uit krijgsgevangenschap werd hij bevorderd tot Officier in dezelfde orde.
Toen in 1927 een groot tennisstadion in Parijs werd aangelegd, kreeg dit de naam van Roland Garros. De toenmalige voorzitter van het Stade français, Émile Lesieur, eiste dat het complex naar zijn voormalige vriend en medestudent zou worden genoemd. Op Roland-Garros worden jaarlijks de Open Franse Tenniskampioenschappen gehouden.